# Ampermetru

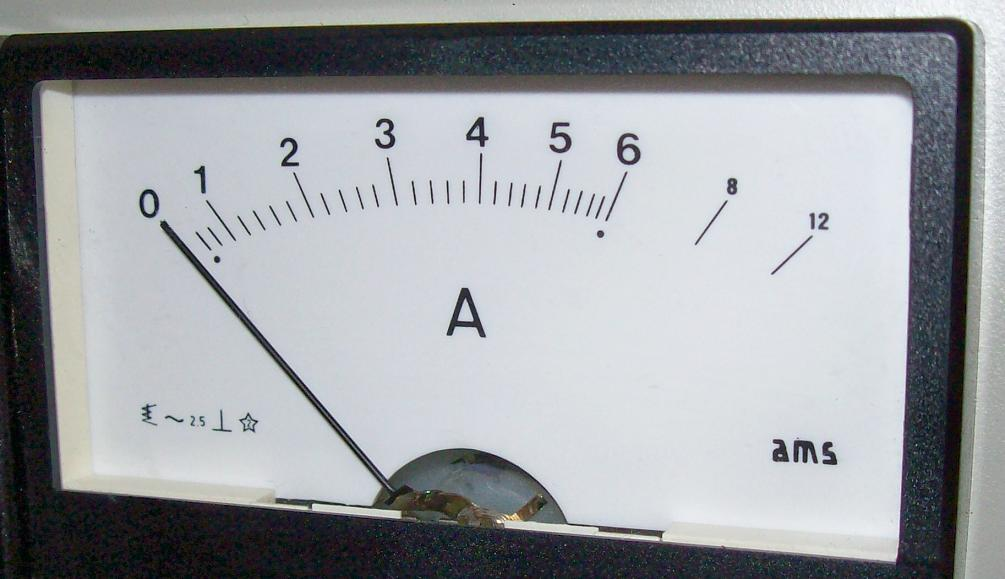
Cadranul unui ampermetru

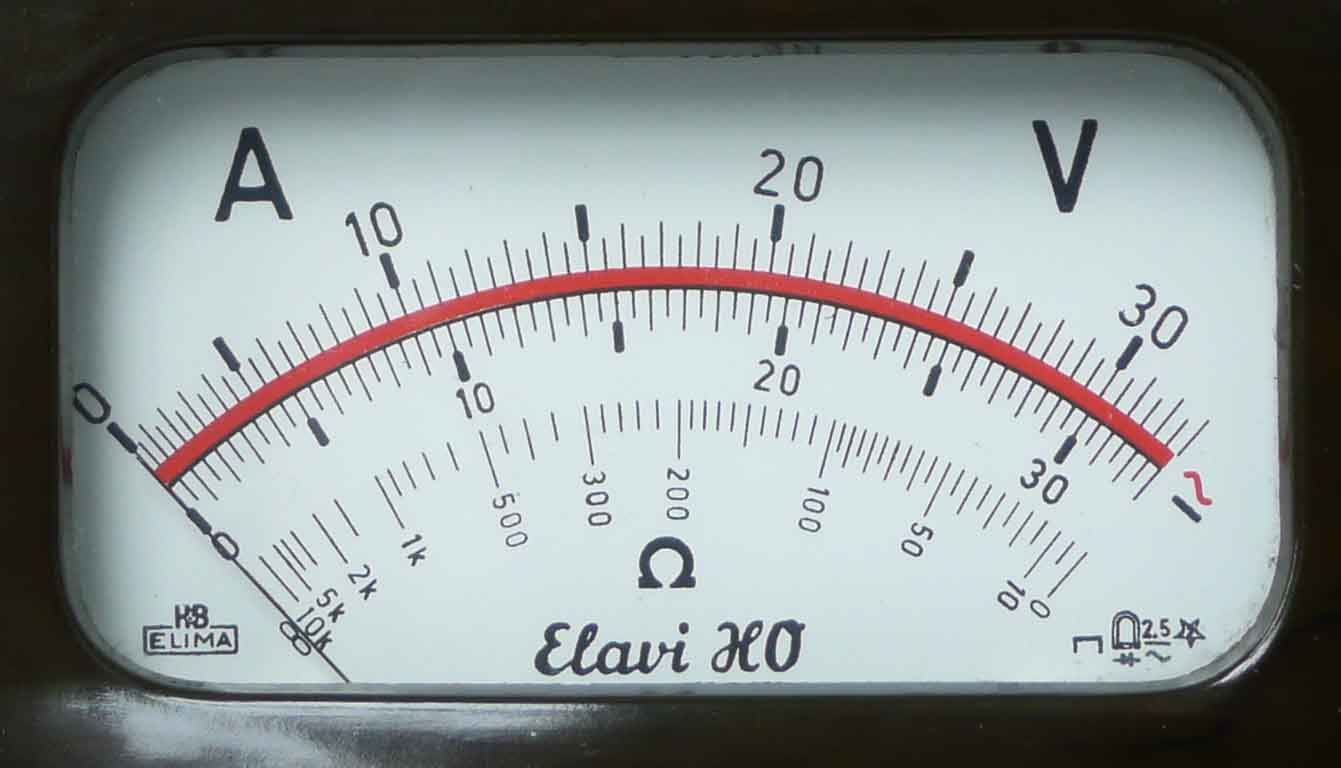
Multimetru analog pentru c.a. cu diviziuni (roșu) neliniare ale scalei

Ampermetrul este un aparat de măsurare a intensității curentului electric ce trece printr-un conductor sau un circuit electric. 
Există ampermetre folosite pentru curent continuu (c.c.) și ampermetre pentru curent alternativ (c.a.). Pentru a măsura curentul ce trece printr-un element (componentă) de circuit, ampermetrul se montează în serie cu acesta. Deoarece  în timpul operației de măsurare, prin ampermetru trece curentul de măsurat, rezistența electrică internă a lui (constructivă) trebuie să fie cât mai mică posibil (de ordinul miliohmilor), pentru o bună precizie și pentru limitarea pierderilor de energie. 
La aparatele analogice indicatoare, deviația sistemului mobil care este legat rigid cu acul indicator al instrumentului, este cu atât mai mare cu cât valoarea numerică a curentului de măsurat este mai mare.
Această deviație unghiulară este determinată de un cuplu de forțe de natură electromagnetică (la ampermetrele electromagnetice și magnetoelectrice) sau de natură electrodinamică (la ampermetrele electrodinamice) echilibrat cu un cuplu elastic generat de o spirală.

## Clasificare
După natura curentului măsurat, ampermetrele pot fi:
- ampermetre de curent continuu;
- ampermetre de curent alternativ;
- ampermetre de curent continuu și alternativ.

După principiul de măsurare, ampermetrele pot fi:
- magnetoelectrice: cu magnet permanent și bobină mobilă;
- electromagnetice: cu fier mobil;
- electrodinamice
- aparate de inducție: bazat pe acțiunea câmpului învârtitor al curentului asupra unui disc de cupru sau aluminiu parcurs de curenți turbionari induși;
- termice: bazat pe efectul dilatării sau deformării unui bimetal.

După gradul de precizie, ampermetrele pot avea următoarele clase de precizie: 0,001; 0,002; 0,005; 0,01; 0,2; 0,5; 1; 1,5; 2,5.
În funcție de valoarea intensității curentului măsurat, există: microampermetre, miliampermetre, ampermetre și kiloampermetre.

## Eroarea de măsurare
Ampermetrele sunt caracterizate de eroarea de măsurare (care determină clasa aparatului) și de valoarea rezistenței interne.
Astfel, ampermetrele cu sistem magnetoelectric sunt de cea mai înaltă clasă.
Pentru calculul erorii de măsurare se consideră un circuit de curent continuu alimentat la o tensiune electromotoare E.
Dacă R este rezistența consumatorului, iar r cea internă a alimentării, atunci intensitatea curentului din circuit este:
{\displaystyle I_{0}={\frac {E}{R+r}}}
Introducând în circuit ampermetru de rezistență internă Ra, valoarea curentului scade și va fi:
{\displaystyle I={\frac {E}{R+r+R_{a}}}}
Eroare absolută datorată inserării aparatului de măsură în circuit este:
{\displaystyle \Delta I=I_{0}-I}
Se observă că eroarea este cu atât mai mică cu cât rezistența internă a ampermetrului este mai mică.

## Extinderea domeniului de măsurare
Pentru extinderea scalei de citire, în paralel cu instrumentul se montează un șunt (în cazul curentului continuu) sau legarea acestuia se face prin intermediul unui transformator (în cazul curentului alternativ).
Rezistența șuntului se stabilește cu relația:
{\displaystyle R_{s}={\frac {R_{a}}{n-1}},}
unde n este raportul dintre curentul de măsurat și cel maxim de pe scala aparatului.